# Stelodoryx pluridentata
Stelodoryx pluridentata är en svampdjursart som först beskrevs av William Lundbeck 1905.  Stelodoryx pluridentata ingår i släktet Stelodoryx och familjen Myxillidae. Inga underarter finns listade i Catalogue of Life.